# بي. تي. أو 4 (لعبة فيديو)
بي. تي. أو 4 (بالإنجليزية: P.T.O. IV)‏ ، يسمى في النسخة اليابانية تايتوكو نو كيتسودان 4 (باليابانية: (提督の決断IV) ، هي لعبة فيديو من نوع إستراتيجية أنتجها وطورها شركة تويي اليابانية سنة 2001م.

## وصلات خارجية
- Official PS2 version website (باليابانية)
- Official PC version website (باليابانية)
- P.T.O. IV: Pacific Theater of Operations IGN page
- P.T.O. IV GameSpot page
- Review: P.T.O. IV GamePro review